# Paixà de Trípoli

Bandera de la regència de Trípoli

Paixà de Trípoli va ser el títol de molts governants de Trípoli durant la regència de Trípoli. L'Imperi Otomà va governar el territori, gairebé ininterrompudament, des del de setge de Trípoli de 1551 fins a la invasió italiana del 1911, a l'inici de la guerra italo-turca.

## Llista de governants
| Període                                         | Governant                                           | Notes                              |
| ----------------------------------------------- | --------------------------------------------------- | ---------------------------------- |
| Província de Trípoli (Suzerania otomana)        |                                                     |                                    |
| 15 d'agost de 1551 - 1556                       | Murad Agha, Beglerbegi                              |                                    |
| 1556 - 23 de juny de 1565                       | Turgut Reis, Beglerbegi                             | Mort durant el Gran setge de Malta |
| Juliol de 1565 - 27 de juny de 1568             | Uluj Ali, Beglerbegi                                |                                    |
| 27 de juny de 1568 - 28 de març de 1571         | Yahya Paixà, Beglerbegi                             |                                    |
| 28 de març de 1571 - 1572                       | Cafer Paixà, Beglerbegi                             |                                    |
| 1572 - 1574                                     | Mustafa Paixà, Beglerbegi                           |                                    |
| 1574 - 5 de juliol de 1577                      | Haydar Paixà, Beglerbegi                            | Primer cop                         |
| 5 de juliol de 1577 - 1578                      | Hasan Paixà, Beglerbegi                             |                                    |
| 1578 - 1584                                     | Haydar Paixà, Beglerbegi                            | Segon cop                          |
| 1584 - 1585                                     | Mehmed Saqizli Paixà, Beglerbegi                    | Primer cop                         |
| 1585 - 1589                                     | Ramazan Paixà, Beglerbegi                           |                                    |
| 1589                                            | Mehmed Saqizli Paixà, Beglerbegi                    | Segon cop                          |
| 1589 - octubre de 1590                          | Istanköylü Ahmed Paixà, Beglerbegi                  |                                    |
| Octubre de 1590 - 1595                          | Mehmed Saqizli Paixà, Beglerbegi                    | Tercer cop                         |
| 1595 - desembre de 1603                         | Memi Mehmed Paixà, Beglerbegi                       |                                    |
| Desembre de 1603 - 1614                         | Safer Dey, Beglerbegi                               |                                    |
| 1614 - 1626                                     | Sherif Paixà, Beglerbegi                            |                                    |
| 1626                                            | Ramazan Dey, Beglerbegi                             |                                    |
| 1626 - gener de 1631                            | Mehmed Sakizli Paixà, Beglerbegi                    |                                    |
| Gener de 1631 - 29 d'abril de 1672              | Osman Sakizli Paixà, Beglerbegi                     | Mandat de més llarga durada        |
| 29 d'abril de 1672 - juliol de 1672             | Osman Reis as-Suhali, Beglerbegi                    |                                    |
| Juliol de 1672 - maig de 1675                   | Bali Çavush, Beglerbegi                             |                                    |
| 18 de maig de 1675 - gener de 1677              | Misirliohlu Ibrahim Paixà, Beglerbegi               |                                    |
| Gener de 1677                                   | Inebolulu Ibrahim Çelebi, Beglerbegi                |                                    |
| Gener de 1677 - abril de 1677                   | Istanköylü Büyük Mustafa, Beglerbegi                |                                    |
| Abril de 1677 - 1678                            | Baba Osman, Beglerbegi                              |                                    |
| 1678 - 1682                                     | Ak Mehmed Timur, Beglerbegi                         |                                    |
| 1682 - 21 de juny de 1682                       | Abaza Hüseyin, Beglerbegi                           |                                    |
| 21 de juny de 1682 - 1683                       | Cezayirli Abdullah, Beglerbegi                      |                                    |
| 1683                                            | Terzi Ibrahim, Beglerbegi                           |                                    |
| 1683 - octubre de 1687                          | Halil Paixà, Beglerbegi                             |                                    |
| Octubre de 1687 - 1689                          | Mehmed Paixà, Beglerbegi                            | Primer cop                         |
| 1689 - 3 de febrer de 1695                      | Bosnak Ismail Paixà, Beglerbegi                     |                                    |
| 3 de febrer de 1695 - 1 d'agost de 1700         | Destari Mehmed Paixà, Beglerbegi                    | Segon cop                          |
| 1 d'agost de 1700 - 20 de novembre de 1700      | Turgutlulu Kahveci Osman, Beglerbegi                |                                    |
| 20 de novembre de 1700 - desembre 1702          | Gelibolulu Haci Mustafa, Beglerbegi                 |                                    |
| Desembre de 1702 - 23 de novembre de 1710       | Halil Paixà, Beglerbegi                             |                                    |
| 23 de novembre de 1710 - 20 de gener de 1711    | Ismail Hoça, Beglerbegi                             |                                    |
| 20 de gener de 1711 - 4 de juliol de 1711       | Mehmed Hüseyin Çavush, Beglerbegi                   |                                    |
| 4 de juliol de 1711 - 29 de juliol de 1711      | Abu Umaig de s Mahmud, Beglerbegi                   |                                    |
| Regència de Trípoli (dinastia Karamanli)        |                                                     |                                    |
| 29 de juliol de 1711 - 2 de novembre de 1745    | Ahmad I Paixà (Sidi Hamid Qaramanli Quluglu), Sultà |                                    |
| 2 de novembre de 1745 - 24 de juliol de 1754    | Mehmed Paixà, Sultà                                 |                                    |
| 24 de juliol de 1754 - 30 de juliol de 1793     | Ali I Paixà, Sultà                                  |                                    |
| 30 de juliol de 1793 - novembre de 1794         | Ali Benghul, Sultà                                  | Usurpador                          |
| Novembre de 1794 - 24 de gener de 1796          | Ahmad II Paixà, Sultà                               |                                    |
| 24 de gener de 1796 - 5 d'agost de 1832         | Yusuf Paixà, Sultà                                  |                                    |
| 1817                                            | Mehmed, Sultà                                       | En rebel·lió, primer cop           |
| 1824                                            | Mehmed ibn Ali, Sultà                               | En rebel·lió, primer cop           |
| 1826                                            | Mehmed, Sultà                                       | En rebel·lió, segon cop            |
| Juliol de 1832                                  | Mehmed, Sultà                                       | En rebel·lió, tercer cop           |
| 1835                                            | Mehmed ibn `Ali, Sultà                              | En rebel·lió, segon cop            |
| 5 d'agost de 1832 - 26 de maig de 1835          | Ali II Paixà, Sultà                                 |                                    |
| Província de Trípoli (Suzerania otomana)        |                                                     |                                    |
| 26 de maig de 1835 - 7 de setembre de 1835      | Mustafa Nadjib Paixà, Valí                          | Governador                         |
| 7 de setembre de 1835 - 6 de maig de 1837       | Mahmud Raif Paixà, Valí                             | Governador                         |
| 6 de maig de 1837 - 5 de setembre de 1838       | Çeshmeli Hasan Paixà, Valí                          | Governador                         |
| 5 de setembre de 1838 - 15 de juliol de 1842    | Ali Asker Paixà, Valí                               | Governador                         |
| 15 de juliol de 1842 - 22 d'abril de 1847       | Mehmed Emin Paixà, Valí                             | Governador                         |
| 22 d'abril de 1847 - 13 de setembre de 1849     | Ragib Paixà, Valí                                   | Governador                         |
| 13 de setembre de 1849 - 16 de setembre de 1852 | Izzet Ahmed Paixà, Valí                             | Governador                         |
| 16 de setembre de 1852 - 1 de novembre de 1855  | Mustafa Nuri Paixà, Valí                            | Governador                         |
| 1 de novembre de 1855 - 1 d'octubre de 1857     | Osman Paixà, Valí                                   | Governador                         |
| 1 d'octubre de 1857 - 4 d'agost de 1860         | Ahmed Izzet Paixà, Valí                             | Governador, primer cop             |
| 4 d'agost de 1860 - 18 de juny de 1867          | Mahmud Nedim Paixà, Valí                            | Governador                         |
| Juny de 1867 - juliol de 1867                   | Hassan Paixà, Valí en funcions                      | Governador en funcions             |
| Juliol de 1867 - maig de 1870                   | Cezayrli Ali Reza Paixà, Valí                       | Governador, primer cop             |
| Maig de 1870 - juny de 1870                     | Mustafa Paixà, Valí en funcions                     | Governador en funcions             |
| Juny de 1870 - setembre de 1871                 | Mehmed Halet Paixà, Valí                            | Governador                         |
| Setembre de 1871 - abril de 1872                | Bostancibahizade Mehmed Rashid Paixà, Valí          | Governador                         |
| Abril de 1872 - 6 de juny de 1873               | Cezayrli Ali Reza Paixà, Valí                       | Governador, segon cop              |
| 6 de juny de 1873 - novembre de 1874            | Hasan Samih Paixà, Valí                             | Governador                         |
| Novembre de 1874 - febrer de 1875               | Mustafa Asim Paixà, Valí                            | Governador                         |
| Febrer de 1875 - agost de 1877                  | Mustafa Sidki Paixà, Valí                           | Governador                         |
| 1877                                            | Mehmed Çelaleddin Paixà, Valí                       | Governador                         |
| Desembre de 1877 - febrer de 1878               | Söylemezoglu Ali Kemali, Valí                       | Governador                         |
| Febrer de 1878 - juliol de 1879                 | Mehmed Sabri Paixà, Valí                            | Governador                         |
| Juliol de 1879 - maig de 1880                   | Ahmed Izzet Paixà, Valí                             | Governador, segon cop              |
| Maig de 1880 - octubre de 1881                  | Mehmed Nazif Paixà, Valí                            | Governador                         |
| Octubre de 1881 - juny de 1896                  | Ahmed Rasim Paixà, Valí                             | Governador                         |
| Juny de 1896 - març de 1899                     | Nemik Bey, Valí                                     | Governador                         |
| Març de 1899 - juliol de 1900                   | Haçim Bey, Valí                                     | Governador                         |
| Juliol de 1900 - desembre de 1903               | Hafiz Mehmed Bey, Valí                              | Governador                         |
| Desembre de 1903 - maig de 1904                 | Hasan Husni Paixà (Hüseyin Effendi), Valí           | Governador                         |
| Maig de 1904 - agost de 1904                    | Abderrahman Bey, Valí en funcions                   | Governador en funcions             |
| Agost de 1904 - agost de 1908                   | Reçeb Paixà, Valí                                   | Governador                         |
| Desembre 1908 - agost de 1909                   | Ahmed Favzi Paixà, Valí                             | Governador                         |
| Agost de 1909 - agost de 1910                   | Hüseyin Husni Paixà, Valí                           | Governador                         |
| Agost de 1910 - 1911                            | Ibrahim Paixà, Valí en funcions                     | Governador en funcions             |
| 1911                                            | Bekir Samih Bey, Valí                               | Governador, no va ocupar el càrrec |
| 1911 - 5 d'octubre de 1911                      | Besim Bey, Valí en funcions                         | Governador en funcions             |
| 1911 - 15 de gener de 1913                      | Neshet Bey, Valí                                    | Governador                         |
| 1913 - 1915                                     | ...., Valí                                          | Governador, a l'exili              |
| 1915 - 1917                                     | Osman Bey, Valí                                     | Governador, a l'exili              |
| 1917 - 1918                                     | Nuri Bey, Valí                                      | Governador, a l'exili              |
| 1918                                            | Ishaq Bey, Valí                                     | Governador, a l'exili              |
| Abril de 1918 - 16 de novembre de 1918          | Osman Fuad Paixà, Valí                              | Governador, a l'exili              |